# معهد كاتو
معهد كاتو (بالإنجليزية: Cato Institute)‏ هو مركز بحث ليبرالي أمريكي مقره في واشنطن العاصمة. تأسس عام 1977 من قبل إد كرين وموراي روثبورد وتشارلز كوك رئيس مجلس الإدارة والرئيس التنفيذي لشركة كوتش إندستريز. تأسس معهد كاتو بهدف التركيز على الدعوة العامة والتعرض لوسائل الإعلام والتأثير المجتمعي. احتل كاتو المرتبة 27 كأفضل مؤسسات الفكر والرأي على مستوى العالم  والمرتبة 13 كأفضل مؤسسات الفكر والرأي في الولايات المتحدة في تقرير مؤشر Go To Think Tank العالمي لعام 2020 (برنامج المؤسسات الفكرية والمجتمعات المدنية جامعة بنسلفانيا).

## التاريخ
تأسس المعهد في ديسمبر عام 1974 في ويتشيتا-كانساس، تحت مسمى مؤسسة شارل كوتش وذلك لأنه كان الممول لها في بادئ الأمر. أما فيما يخص الأعضاء الآخرين في مجلس الإدارة الأول (المجلس المؤسس) فهم موراي روثبارد، الأستاذ المستقل إيرل رافينال ورجل الأعمال سام. بعد فترة وجيزة من الزمن تغير اسم المعهد في عام 1976 إلى معهد كاتو وذلك بناءً على اقتراح من روثبارد (أحد أعضاء مجلس الإدارة)، وحدث ذلك بعد رسائل كاتو التي تمثلت في سلسلة من المقالات البريطانية تم كتابتها في أوائل القرن الثامن عشر من قبل جون ترينشارد وتوماس جوردن.
انتقل كاتو أولًا إلى سان فرانسيسكو في ولاية كاليفورنيا سنة 1977، ثم إلى واشنطن العاصمة عام 1981، وانتقل المعهد إلى موقعه الحالي في جادة ماساتشوستس في عام 1993. اختار ماكجان معهد كاتو. ليدخل المركز الخامس على مستوى مراكز الأبحاث في العالم، وهو حاصل على الدكتوراه من جامعة بنسلفانيا، استنادًا إلى مقياس الامتياز في «تقديم بحوث ومنشورات وبرامج دقيقة ومحددة في مجال أو أكثر من مجالات البحث الموضوعية.

## الأنشطة
صنفت برامج كاتو المختلفة على أنها الأكثر إيجابية في استطلاع نشرته جامعة بنسلفانيا عام 2012.

### المنشورات
ينشر معهد كاتو العديد من الدراسات السياسية واللوحات الإرشادية والمنشورات الدورية والكتب، وتشمل المجلات الأكاديمية التي تم مراجعتها مجلة كاتو (بالإنجليزية: Cato Journal)‏  ولائحة دورية أخرى تشمل رسالة كاتو وCato Supreme Court Review، حول المحكمة العليا وتقرير سياسة كاتو، حيث نشرت كاتو مجلة استطلاعية من عام 1977 إلى عام 1982 (قبل نقلها إلى مؤسسة المراجعة التحررية)، وأدب الحرية من عام 1978 إلى عام 1979 قبل نقله إلى معهد الدراسات الإنسانية.
وتشمل الكتب البارزة التي قدمها باحثون من كاتو ما يلي:
- مؤشر حرية الإنسان.
- في الدفاع عن الرأسمالية العالمية.
- تحسين حالة العالم.
- استعادة الدستور المفقود.

### مشاريع الويب
بالإضافة إلى التزام المنظمة لموقعها الخاص على الإنترنت باللغتين الإنجليزية والإسبانية، تحتفظ بمواقع إلكترونية تركز على موضوعات معينة:
- موقع «تقليص حجم الحكومة الاتحادية»: مقالات عن حجم الحكومة الاتحادية للولايات المتحدة وتوصيات بشأن تقليص مختلف البرامج.[21]
- كاتو غير مقيدة: منشوراتها على الإنترنت فقط تتضمن نقاشًا شهريًا مفتوحًا بين أربعة أشخاص. تبدأ المحادثة بمقالة رئيسية، تليها ثلاث مقالات استجابة من أشخاص منفصلين، وبعد ذلك يستطيع جميع المشاركين الأربعة أن يكتبوا ما يشاؤون من ردود وتعقيبات خلال ذلك الشهر. وتحتوي شبكة أخبار الموفدين من الشرطة على تقارير وقصص من مشروع كاتو للإبلاغ عن سوء سلوك الشرطة الوطنية ومن التغذية الإخبارية عن سوء سلوك الشرطة الوطنية.[22]
- أُزيلت من القانون مدونة قانونية عن موضوع إصلاح الضرر الذي يديره المؤلف والتر أولسون، وهي مشروع على شبكة بيانات تفاعلية يزيد في الرخاء مدفوعًا بالسوق الحرة، وتوضح «خريطة معركة التعليم العام» مختلف النزاعات الأخلاقية التي تنتج عن التعليم العام، مكرسة لإلغاء الحصانة المشروطة.[23]

وتشمل وسائل التواصل الاجتماعي التي ترعاها منظمة CATO «البث الصوتي اليومي» (من خلال آي تيونز وآر إس إس)، بالإضافة إلى صفحات على فيسبوك، وتويتر، وجوجل+، ويوتيوب.

### المؤتمرات
وكان من بين المتحدثين في مؤتمر كاتو رئيسا البنك الاحتياطي الفيدرالي آلان جرينسبان وبن برنانكي، والمدير الإداري لصندوق النقد الدولي رودريجو دي راتو، وفي عام 2009 ألقى رئيس الجمهورية التشيكية فاتسلاف كلاوس كلمة في مؤتمر.

## العلاقات العقائدية

### التحررية والليبرالية الكلاسيكية والمحافظة
يدعو العديد من أساتذة كاتو إلى دعم الحريات المدنية، وسياسات الهجرة الليبرالية، وتحرير المخدرات، وإلغاء عبارة «لا تسأل لا تخبر» والقوانين التي تقيد النشاط الجنسي بالتراضي. يقاوم معهد كاتو رسميًا تصنيفه كجزء من حركة المحافظين لأن «إشارة 'محافظة' تدل على عدم الرغبة في التغيير، وعلى الرغبة في الحفاظ على الوضع الراهن».
و في عام 2006 اقترح ماركوس موليتساس من صحيفة ديلي كوس مصطلح "ديمقراطي ليبرالي" لوصف موقفه الليبرالي الخاص، واقترح أن يكون الليبراليون حلفاء للحزب الديمقراطي. وردًّا على ذلك وافق نائب رئيس كاتو للبحوث برينك ليندسي على أن الليبراليين يجب أن ينظر بعضهم إلى بعض كحلفاء أيديولوجيين طبيعيين وأشار إلى استمرار الاختلافات بين وجهات النظر الليبرالية الرئيسية حول السياسة الاقتصادية و"فلسفة جيفرسون" لكاتو، وقد ذكرت منظمة كاتو في صفحتها المعنونة "عن كاتو" ما يلي: "أصبحت فلسفة جيفرسون التي تحرك عمل كاتو تسمى على نحو متزايد ليبرتارية أو ليبرالية السوق، فهو يجمع بين تقدير المشاريع التجارية، عملية السوق، وانخفاض الضرائب مع ريزبك الصارم.

### الموضوعية
ألقى جون أ. أليسون الرابع كلمة في المؤتمر الدولي للطلاب من أجل الحرية لعام 2014. تحسنت العلاقة بين كاتو ومعهد آين راند بترشيح رئيس كاتو الجديد جون أليسون الرابع في عام 2012، وهو عضو سابق في مجلس إدارة مؤسسة آري آري ويقال إنه «متعصب غيور» لراند التي شجعت على قراءة كتبها في الكليات على الصعيد الوطني. وفي آذار/مارس 2015 تقاعدت أليسون وحل محلها بيتر غوتلر، ولا تزال (أليسون) في مجلس إدارة معهد كاتو.

## مواقف المنظمة بشأن المسائل السياسية والسياسات
ويدعو معهد كاتو إلى وضع سياسات تنهض بـ«الحرية الفردية، والحكومة المحدودة، والأسواق الحرة، والسلام». فهم يتحررون في مواقفهم السياسية، ويدعون عادة إلى تقليص التدخل الحكومي في السياسات المحلية والاجتماعية والاقتصادية، وتقليص التدخل العسكري والسياسي في مختلف أنحاء العالم. أشار الكاتو عزرا كلاين إلى أنه غير حزبي، قائلًا أن «المدافع الأول عن مبادئ الحكومة الصغيرة في الحياة الأمريكية»، و«ينادي بتلك المبادئ عندما يكون الديمقراطيون في السلطة، وعندما يكون الجمهوريون في السلطة»، و(إريك ليكتبلو) وصف كاتو بأنه «أحد المنظمات البحثية التي يستشهد بها على نطاق واسع في البلاد». وذكرت (نينا إيستمان) في عام 1995 أنه «في أي يوم من الأيام، قد يزورنا سوط الأغلبية في مجلس النواب من تكساس لتناول الغداء. أو ربما يخطط موظفو كاتو لاستراتيجية مع زعيم الأغلبية في مجلس النواب ديك آرمي، وهو شخص آخر من تكساس، وموظفيه».

### على صعيد القضايا المحلية
وقد دعا باحثو كاتو إلى خصخصة العديد من الخدمات والمؤسسات الحكومية، بما في ذلك وكالة ناسا، والضمان الاجتماعي، وخدمة البريد في الولايات المتحدة، وإدارة أمن النقل، والتعليم المدرسي العام، وشبكات النقل العام، والبث الإذاعي العام. يعارض المعهد قوانين الحد الأدنى للأجور، بدعوى أنها تنتهك حرية التعاقد ومن ثَم حقوق الملكية الخاصة، وتزيد البطالة. وهي تعارض توسيع نطاق اللوائح المتعلقة بساعات العمل الإضافية بحجة أنها ستفيد بعض الموظفين في الأجل القصير، في حين أنها ستكلفهم وظائف أو تخفض أجور غيرهم، وليس لها أثر ذو مغزى على المدى البعيد. وهو يعارض حظر تشغيل الأطفال. وهو يعارض نقابات القطاع العام ويدعم قوانين الحق في العمل. فهو يعارض الرعاية الصحية الشاملة، زاعمًا أنها ضارة بالمرضى وتطفلية على الحرية الفردية. وهو معارض للعمل الإيجابي. كما دعت إلى الإلغاء التام لدولة الرفاهية، وقالت أنه ينبغي استبدالها بقوانين تجارية مخفضة لخلق المزيد من الوظائف، وتجادل بأن المؤسسات الخيرية الخاصة قادرة تمامًا على استبدالها. كاتو أيضا يعارض قوانين مكافحة الاحتكار.
كاتو معارض لحملة إصلاح التمويل، بحجة أن الحكومة هي الشكل النهائي للفساد المحتمل وأن هذه القوانين تقوض الديمقراطية بتقويض الانتخابات التنافسية. ويؤيد كاتو أيضا إلغاء قانون الحملة الانتخابية الاتحادية.
وقد نشرت منظمة كاتو انتقادات قوية للتسوية عام 1998 التي وقعها العديد من الولايات الأمريكية مع دوائر صناعة التبغ. في عام 2004، كتب دانييل غريسوولد، وهو أستاذ كاتو، تأييدًا لاقتراح الرئيس جورج دبليو بوش الرافض لمقترح منح تأشيرات عمل مؤقتة لعمال غير حائزين لوثائق والذين كانوا سيمنحون إقامة محدودة لغرض العمل في الولايات المتحدة.
ونشر معهد كاتو دراسة تقترح إدخال تعديل على دستور الولايات المتحدة باستخدام الفيتو المتوازن في الميزانية.
وفي عام 2003، قدم كاتو مذكرة ودية لدعم قرار المحكمة العليا في قضية لورانس ضد تكساس، الذي ألغى قوانين الولاية المتبقية التي تجعل العلاقات الجنسية الخاصة غير التجارية بين المثليين البالغين المتراضين علاقات غير قانونية. يؤكد كاتو بأن التعديل الرابع عشر هو مصدر تأييدهم للحكم. واستُشهد بموجز أصدقاء المحكمة في رأي الأغلبية الذي أبداه القاضي كنيدي لصالح المحكمة.
وفي عام 2006، نشر كاتو تحليلاً للسياسات ينتقد التعديل الاتحادي للزواج باعتباره غير ضروري، ومناهضاً للاتحادية، وغير ديمقراطي. كان التعديل سيغير دستور الولايات المتحدة لحظر زواج المثليين؛ وفشل التعديل في مجلسي الكونغرس.
وقد انتقد باحثو منظمة كاتو بشدة سياسة الولايات المتحدة الحالية المتعلقة بالمخدرات والتصور المتزايد لعسكرة سلطات إنفاذ القانون في الولايات المتحدة.

### انتقاد رفاهية الشركات
وفي عام 2004، نشر المعهد ورقة احتج فيها لصالح «إعادة استيراد المخدرات». نشرت كاتو دراسات عديدة تنتقد ما تسميه «رفاه الشركات»، أي ممارسة قيام الموظفين العموميين بتحويل أموال دافعي الضرائب، عادة عن طريق إنفاق ميزانوي هادف، إلى مصالح الشركات ذات الصلات السياسية.
وشارك رئيس المنظمة، إد كراين، والمدير التنفيذي لنادي سييرا، كارل بوب، في كتابة مقال رأي عام 2002 في صحيفة الواشنطن بوست، ينادي فيه بالتخلي عن مشروع قانون الطاقة الجمهوري، ويزعمون أنه لم يعد أكثر من مجرد قطار جامح لواشنطن العاصمة. وجماعات الضغط ومرة أخرى في عام 2005، تعاون عالِم كاتو جيري تايلور مع دانييل بيكر من نادي سييرا لمهاجمة مشروع قانون الطاقة الجمهوري كمنحة لمصالح الشركات.